# Luigi Masi
Pour les articles homonymes, voir Masi.
Luigi Masi (né le 24 octobre 1814 à Petrignano d'Assisi, une frazione de la commune d'Assise, dans la province de Pérouse, en Ombrie et mort le 31 mai 1872 à Palerme) est un militaire italien.

## Biographie
Luigi Masi est successivement major, général et commandant de la bridage Umbria. Pendant la République romaine, il assure la défense des  Porta Cavalleggeri, Porta Angelica et du mur du Vatican avec la 2e brigade de la milice citadine et le bataillon léger d'infanterie. Il se distingue pendant la révolte des sept et demi de Palerme (1866).

## Hommage
- Petrignano d'Assisi: médaillon réalisé en 1890 par Vincenzo Rosignoli, situé à la base du campanile, place San Pietro ainsi qu'une place à son nom.
- Rome: Buste au Janicule.

## Sources
- (it) Cet article est partiellement ou en totalité issu de l’article de Wikipédia en italien intitulé « Luigi Masi » (voir la liste des auteurs).